# Historia A.C. Milan (1922–1950)

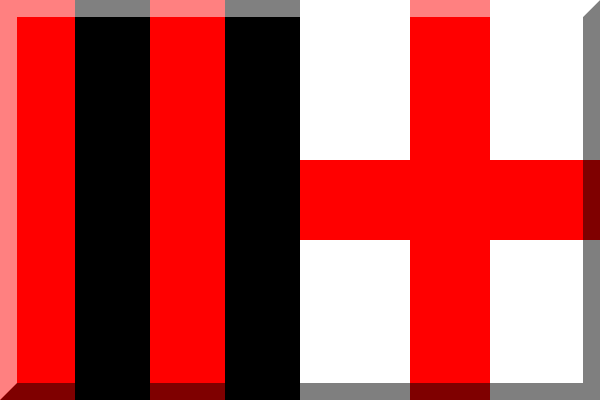
Klubowe barwy Milanu

Historia włoskiego klubu piłkarskiego A.C. Milan w latach 1922-1950.

## Historia Milanu (1922-1950)

### Powrót jednolitych rozgrywek

#### Sezon 1922/23
W sezonie 1922/23 zbuntowanym klubom udało się wynegocjować od FIGC obietnicę stworzenia krajowej ligi, co zakończyło rozłam. Wystartowały jedne mistrzostwa (Mistrzostwa Pierwszej Dywizji) prowadzone przez włoską federację. Milan spisał się znacznie lepiej niż w poprzednich sezonach – zajął czwarte miejsce w dwunastozespołowej grupie eliminacyjnej.
Po raz pierwszy też w zespole Milanu pojawił się pierwszy trener z prawdziwego zdarzenia, na dodatek pierwszy obcokrajowiec (nie licząc założyciela klubu, Herberta Kilpina) – był nim Austriak Ferdi Oppenheim. Gwiazdą mediolańskiego zespołu był w tamtym czasie Giuseppe Santagostino, który w czasie całej swojej kariery strzelił dla Milanu 106 goli i do dzisiaj jest na siódmym miejscu w klubowej klasyfikacji wszech czasów pod względem liczby strzelonych bramek.

#### Sezon 1923/24
Rok później rossoneri nie wyróżnili się niczym szczególnym, zajmując w grupie dopiero dziewiąte miejsce. Po raz pierwszy natomiast mistrz Włoch – Genoa CFC – otrzymał prawo do noszenia na koszulkach scudetto (początkowo biały krzyż na czerwonym tle, po wojnie w barwach narodowych Italii).

#### Sezon 1924/25
Od roku 1924, w związku z przydziałem Milanu i Interu do różnych grup, władze rossonerich organizowały mecze o Trofeo Lombardi e Macchi, w których oba mediolańskie zespoły mogłyby się zmierzyć ze sobą. 29 maja Milan wygrał 5:2. 14 września kolejne zwycięstwo Milanu – tym razem w stosunku 3:2.

#### Sezon 1925/26
Kolejny sezon to ósme miejsce Milanu w grupie. Na uwagę zasługiwał jedynie fakt, że klub był prowadzony przez Vittorio Pozzo, który później, w latach trzydziestych, dwukrotnie zdobył z reprezentacją Włoch tytuł mistrzów świata. Rok później – miejsce siódme i zwolnienie Pozzo na rzecz Guido Mody, dwukrotnego mistrza Włoch (1906 i 1907) w barwach Milanu.

#### Sezon 1926/27
Rozgrywki sezonu 1926/27 po raz pierwszy odbyły się bez podziałów na regiony. 20 drużyn Dywizji Narodowej zostało podzielone na dwie grupy po 10 zespołów, z których po 3 najlepsze awansowały do grupy finałowej. Milan pod wodzą trenera Herberta Burgessa zajął miejsce drugie, a w finałach – szóste, co było najlepszym wynikiem klubu od zakończenia wojny. Tytuł mistrzowski zdobył zespół Torino FC, któremu został on później odebrany w związku z aferą korupcyjną.

W tym sezonie, a dokładnie 19 września 1926 r., rozpoczęła się też historia stadionu San Siro. Zbudowany z inicjatywy prezydenta klubu Piero Pirellego, był wówczas najbardziej nowoczesnym obiektem we Włoszech, o pojemności 40 000 miejsc, ze wszystkich stron otoczonym trybunami, w tym jedną pod dachem. Również siedziba klubu zyskała, po latach nieustannych przeprowadzek, stałe lokum przy via Meravigli.
Rozpoczęła się również druga edycja Pucharu Włoch. Milan rozpoczął bardzo dobrze: 7:1 z Rivarolese i walkower 2:0 z Gea Firenze (wyjazdowy mecz przerwany przy stanie 5:1), jednak przed meczem czwartej rundy (32 zespoły) z Juventusem federacja zawiesiła turniej. Przyczyną był brak wolnych terminów.

#### Sezon 1927/28
W sezonie 1927/28 Milan zajął czwarte miejsce w eliminacjach (11 zespołów) i szóste w finałach. Rok później – drugie miejsce w eliminacjach (do finału awansowali tylko zwycięzcy, co w praktyce oznaczało trzecie miejsce Milanu). Przedtem FIGC podjęła kolejną w swojej historii kontrowersyjną decyzję, uznając, że w najwyższej klasie rozgrywkowej mogą brać tylko 2 zespoły z jednego miasta. Tymczasem Mediolan miał 3 drużyny: Milan, Inter i U.S. Milanese. Ostatecznie nastąpiła decyzja o połączeniu tych dwóch ostatnich zespołów w jeden, który przyjął nazwę "S.S. Ambrosiana".

#### Sezon 1928/29
Był to ostatni sezon rozgrywek w tym kształcie. Od przyszłego sezonu miała ruszyć regularna liga – Serie A. Milan jako wicemistrz grupy bez problemu wywalczył kwalifikację. Dodatkową atrakcją dla kibiców stały się mecze Pucharu Mitropa – pierwsze tak poważne zawody dla klubów na szczeblu międzynarodowym. W meczach o awans do rozgrywek pucharowych Milan zmierzył się z Genoą. 30 czerwca w Mediolanie, mimo dogrywki, padł remis 2:2. 12 lipca w Genui – znów dogrywka i znowu remis (1:1). Ostatecznie, po losowaniu, w pucharach wzięli udział przeciwnicy rossonerich.

### Początki Serie A (1929-1939)

#### Sezon 1929/30
W sezonie 1929/30 rozpoczęła swoją historię Serie A. 6 października Milan w swoim pierwszym meczu wygrał 4:1 z zespołem Brescii.
| Pierwszy mecz Milanu w Serie A: Milan – Brescia 4:1 (3:1) Bramki: 0:1 Barbieri 18'; 1:1 Tansini 19'; 2:1 Tansini 20'; 3:1 Ranelli 36'; 4:1 Sternisa 65' Skład Milanu: Compiani – Perversi, Schienoni – Marchi, Borgo, Pomi – Moroni, Santagostino, Sternisa, Ranelli, Tansini |

Później Milan grał ze zmiennym szczęściem. Ogółem, w 34 meczach, Mediolańczycy uzyskali 11 zwycięstw, 10 remisów i 13 porażek zajmując jedenaste miejsce w klasyfikacji końcowej. Pierwszym zwycięzcą Serie A został Ambrosiana-Inter.
W wieku 26 lat zmarł chory na tyfus kapitan Milanu, Abdon Sgarbi.

#### Sezon 1930/31
Kolejną zmianę siedziby klubu przyniósł sezon 1930/31 – tym razem na via Gaetano Negri. Z okazji trzydziestolecia klubu został rozegrany towarzyski turniej (Il torneo del trentennale) z udziałem Milanu, Újpestu Budapeszt, Legnano i Pro Vercelli. Liga w wykonaniu zespołu, po fatalnym starcie – 2 remisy i 4 porażki, zakończyła się na dwunastej pozycji (15 porażek w 34 meczach).

#### Sezon 1931/32
Następny sezon rozpoczął się podobnie – 3 remisy i 3 porażki. Jednak pod wodzą trenera Jozsefa Banasa piłkarze odrobili część strat i zakończyli rozgrywki na czwartym miejscu (ex aequo z Fiorentiną, o jeden punkt przed Interem).

#### Sezon 1932/33
W sezonie 1932/33 zarząd klubu postanowił angażować do zespołu tylko Lombardczyków. Klubowa polityka znów zepchnęła Milan na dalsze pozycje – tym razem na jedenaste Jedynym jasnym punktem zespołu był nowy nabytek zespołu Mario Romani, czołowy strzelec ligi (19 bramek).

#### Sezon 1933/34
Kolejny sezon w wykonaniu Milanu był jednym z najbardziej nietypowych. Do zespołu trafili tacy gracze jak Bortoletti, Rigotti, Stella i Capitanio. Milan wygrał na własnym boisku aż 12 spotkań (w tym z Juventusem 3:1, seryjnie wygrywającym w tamtym okresie mistrzostwa), ale na wyjeździe nie potrafił dokonać tego ani razu (26 punktów u siebie, 7 na wyjeździe). W końcowej tabeli uplasował się dokładnie w połowie stawki – na dziewiątym miejscu. Rok później – dziesiąte miejsce Milanu (19 maja z Juventusem znów wygrana – tym razem 3:0).

#### Sezon 1934/35
Do reprezentacji Włoch uczestniczącej w drugiej edycji mistrzostw świata został powołany gracz Milanu Pietro Sante Arcari. Na francuskich boiskach Włosi zdobyli złoty medal, a Arcari został pierwszym graczem który zdobył mistrzostwo świata grając w trakcie finałów w barwach mediolańskiego klubu.

#### Sezon 1935/36
W sezonie 1935/36 do Milanu przybyli pierwsi Brazylijczycy: Vicente Arnoni i Elisio Gabardo, nie wyróżnili się jednak niczym szczególnym. W lidze zespół zajął ósme miejsce. Jednak największy sukces rossoneri odnieśli w trzeciej edycji Pucharu Włoch, awansując po raz pierwszy w swojej historii do półfinału. W meczu decydującym o awansie do wielkiego finału przegrali z Alessandrią, tracąc bramkę w ostatniej minucie spotkania.

#### Sezon 1936/37
W kolejnym sezonie, po objęciu funkcji prezesa przez Emilio Colombo, nastąpiła zmiana nazwy klubu na Milan Associazione Sportiva. Milan zaczął grać lepiej – na 6 kolejek przed końcem miał zaledwie 2 punkty straty do Bolonii. Jednak w ostatnich 6 meczach zdobył tylko 4 punkty i wypadł tuż za podium. W Pucharze Włoch powtórzyła się sytuacja sprzed roku – Milan znów odpadł w 1/2 finału, tym razem po dodatkowym meczu z Genoą i bramce na dwie minuty przed końcem dogrywki.

#### Sezon 1937/38
Sezon 1937/38 przyniósł Milanowi najwyższą pozycję od wielu lat – Mediolańczycy uplasowali się na 'trzecim miejscu, uzyskując 13 zwycięstw, 12 remisów i 5 porażek. 20 lutego po raz pierwszy od 10 lat Milan pokonał w meczu derbowym Inter – 1:0. Natomiast w Pucharze Włoch Milan dopadła prawdziwa klątwa – półfinał, dodatkowy mecz i bramka na 2 minuty przed końcem dogrywki. Tym razem z Torino FC.
26 czerwca 1938 r. Milan zadebiutował w międzynarodowych rozgrywkach pucharowych. Przegrał jednak 0:3 w wyjazdowym meczu Pucharu Mitropa z rumuńskim zespołem Ripensia Timisoara. W rewanżu Milan wygrał 3:1, ale to było za mało na awans do ćwierćfinału.

#### Sezon 1938/39
W sezonie 1938/39 rossoneri, brązowi medaliści ligi włoskiej, grali źle. Na 11 kolejek przed końcem znajdowali się nawet na ostatniej pozycji w tabeli. W ostatnich meczach zaczęli jednak grać nieco lepiej, zdobywając w nich 15 punktów – więcej niż we wszystkich wcześniejszych spotkaniach łącznie – i ostatecznie zajęli dziewiąte miejsce w Serie A. Natomiast powody do zadowolenia miał napastnik zespołu, Aldo Boffi, który z 19 bramkami na koncie został pierwszym w historii Milanu królem strzelców ligi.
Puchar Włoch czwarty raz z rzędu Milan skończył na półfinale, tym razem przegrywając z Novarą.
W styczniu 1939 r. faszystowskie władze nakazały przybrać klubowi włoską nazwę Associazione Calcio Milano. Nazwa ta obowiązywała do zakończenia II wojny światowej.

### II wojna światowa (1939-1945)

#### Sezon 1939/40
Sezon 1939/40 Milan rozpoczął bardzo dobrze. Po rundzie jesiennej zajmował czwarte miejsce, z dwoma punktami straty do lidera. Jednak w rundzie rewanżowej ich forma znacznie spadła i zakończyli rozgrywki na ósmej pozycji. Natomiast po raz drugi z rzędu królem strzelców został Boffi, tym razem strzelając 24 gole.
Po raz pierwszy w historii Serie A zawodnicy grali z numerami na koszulkach.

#### Sezon 1940/41
Tuż po zakończeniu ligi Włochy przystąpiły do wojny. Rozgrywki Serie A toczyły się jednak bez większych problemów. Nowym prezesem Milanu został Umberto Trabattoni. W styczniu 1941 r. do zespołu niespodziewanie dołączył Giuseppe Meazza – gwiazda Interu. Z "Peppino" w składzie Mediolańczycy zakończyli sezon na najniższym stopniu podium.

#### Sezon 1941/42
W następnym sezonie Milan prezentował podobną grę jak w poprzednim. Po niezłych początkach końcówka sezonu znów była fatalna – zaledwie 3 punkty w 7 ostatnich spotkaniach i ostatecznie dziesiąte miejsce. Za to w Pucharze Włoch Milan po raz pierwszy doszedł do finału, przegrywając z Juventusem dopiero po powtórzonym meczu. Aldo Boffi po raz trzeci w karierze został najlepszym strzelcem ligi (22 gole).

#### Sezon 1942/43
Sezon 1942/43 po raz pierwszy był zakłócany działaniami wojennymi. Zarówno Milan, jak i Inter, zmuszone były grać już od poprzedniego sezonu na jednym stadionie (Arena Civica, na której dotychczas grał Ambrosiana-Inter). Rossoneri zajęli szóste miejsce, dwukrotnie jednak wygrywając z przyszłym mistrzem, Torino FC. Z tym zespołem Milan odpadł w 1/4 finału Pucharu Włoch, którego rozgrywki po tym sezonie zostały przerwane aż do roku 1958. W rozgrywkach o Puchar Primato Milan w decydującym meczu pokonał Ambrosianę.

#### Sezon 1943/44
Jesienią 1943 r., po upadku reżimu faszystowskiego, liga nie odbyła się. Natomiast na północy Włoch pod niemiecką okupacją odbyły się Mistrzostwa Włoch Północnych. Milan, pod wodzą trenera Giuseppe Santagostiniego, z przyszłym selekcjonerem reprezentacji Ferruccio Valcareggim w składzie (który jednak był, biorąc pod uwagę okoliczności, dość przypadkowy i amatorski), zajął piąte miejsce w grupie lombardzkiej. Turniej niespodziewanie zakończył się zwycięstwem zespołu Vigili Fuoco La Spezia, który w pokonanym polu zostawił najlepszą w tamtych latach drużynę Torino.

#### Sezon 1944/45
Lombardzki komitet federacji (CRL) zorganizował turniej Torneo Benefico Lombardo. Milan, trenowany przez Toniego Businiego, zajął szóste miejsce w stawce 12 drużyn (wygrał zespół Como). Na wyniki miała wpływ duża przypadkowość terminarza oraz problemy ze skompletowaniem składów. Jednak rozgrywki udało się przeprowadzić do końca.
15 kwietnia 1945 r. odbył się mecz o Puchar Monti pomiędzy Milanem a Ambrosianą-Interem. Milan wygrał 2:1.
14 czerwca klub po raz pierwszy zagrał pod nazwą Associazione Calcio Milan. Postanowiono pozostawić nazwę klubu wprowadzoną w 1939 r., wracając jednak do pierwotnej nazwy Milan. Od tamtej pory aż do dziś jest to oficjalna nazwa zespołu.
Podczas II wojny światowej poniosło śmierć dwóch graczy Milanu: Mario Provaglio i Giuseppe Vigo.

### Lata powojenne (1945-1950)

#### Sezon 1945/46
Jesienią 1945 r. rozgrywki wznowiła Serie A. Mecze toczyły się w dwóch grupach: północnej i środkowo-południowej. Milan zajął w swojej grupie czwarte miejsce, ex aequo z Brescią. Ponieważ dokładnie po 4 drużyny miały prawo gry w grupie finałowej, został rozegrany między nimi baraż. Po dwóch meczach z dogrywkami awansował Milan (1:1 i 2:1). W grupie finałowej Mediolańczycy spisali się nadspodziewanie dobrze, zajmując trzecie miejsce.

#### Sezon 1946/47
W sezonie 1946/47 Milan grał ze zmiennym szczęściem. Potrafił wygrać w Turynie z Juventusem i przegrać u siebie z Bari. Ostatecznie zespół zajął czwarte miejsce.

#### Sezon 1947/48
W sezonie 1947/48 w Serie A zagrało 21 zespołów – najwięcej w jej historii (nie licząc dwuetapowych rozgrywek sezonu 1945/46). W tej stawce drużyn Milan zaczął osiągać najlepsze wyniki w swojej dotychczasowej historii występów w ogólnokrajowych rozgrywkach. 25 stycznia 1948 r. rossoneri pokonali mistrzów z Torino FC 3:2 i objęli po raz pierwszy samodzielne prowadzenie w tabeli. 8 lutego byli już mistrzami półmetka. W rundzie rewanżowej Milan uzyskiwał jednak fatalne wyniki. 10 porażek w ostatnich 17 meczach sprawiło, że Mediolańczycy z wielkim trudem uplasowali się na drugim miejscu ze stratą aż 16 punktów do mistrzów.

#### Sezon 1948/49
Rok później w Milanie doszło do wydarzeń, które na zawsze zmieniły historię tego klubu i jego cele. Najpierw w Mediolanie pojawili się Irlandczyk z północy Paddy Sloan i Islandczyk Albert Gudmundsson. Jednak prawdziwą "bombą" transferową miał być Duńczyk Ploger, który bardzo dobrze grał podczas Igrzysk Olimpijskich w 1948 r. Jadącego pociągiem do Mediolanu gracza zabrali jednak działacze Juventusu, którzy zaproponowali mu kontrakt, już gotowy do podpisania.
Działacze turyńskiego klubu w ramach rekompensaty zaoferowali Milanowi pomoc w transferze Szweda Gunnara Nordahla. Nie był on jednak postrzegany jako zawodnik tej klasy co Ploger. 14 stycznia 1949 r. Szwed przybył do Mediolanu. Już w najbliższych latach miało okazać się, że to on poprowadzi Milan do największych od lat sukcesów, a Juventus zostanie tym samym ukarany za "kradzież" zawodników.
27 stycznia Nordahl strzelił swoją pierwszą bramkę w meczu z zespołem Pro Patria. Do końca sezonu zdobył ich łącznie 16, mimo iż przybył już w trakcie rundy rewanżowej.
4 maja na podturyńskim wzgórzu Superga rozbił się samolot z zawodnikami Torino. Katastrofy nie przeżył nikt. Mimo że do końca zostały jeszcze 4 kolejki i sprawa mistrzostwa wciąż pozostawała otwarta, Milan zaapelował do włoskiej federacji o automatyczne przyznanie zespołowi Torino, który w tym momencie był liderem, tytułu Mistrza Włoch.
Propozycja, poparta przez inne kluby, została przyjęta. Niezależnie od wyników, tytuł mistrzowski powędrował do Turynu. W ostatnich kolejkach zespół ten wystawiał drużynę juniorów, ale mimo to utrzymał prowadzenie w tabeli. Milan natomiast zajął trzecie miejsce.

#### Sezon 1949/50
Sezon 1949/50 Milan rozpoczął od kilku zmian. Lajos Czeizler został trenerem. Siedziba klubu została przeniesiona na corso Venezia. Ricardo Carapellese został odstąpiony za darmo w ramach pomocy po katastrofie zespołowi Torino. Natomiast do Nordahla w zespole Milanu dołączyli kolejni Szwedzi: Gunnar Gren i Nils Liedholm. W bramce rossonerich pojawił się Lorenzo Buffon.
Tercet Gren-Nordahl-Liedholm (nazywany w skrócie "Gre-No-Li") spisywał się znakomicie. Łącznie Szwedzi strzelili 71 bramek (cały zespół aż 118 – rekord nie pobity do dziś), z czego 35 Nordahl – król strzelców ligi. Milan zdobył tytuł wicemistrzowski, jednak kilka wpadek na wyjeździe sprawiło, że o 5 punktów lepszy okazał się Juventus. Turyński klub doznał jednak w trakcie sezonu szokującej porażki z Milanem, przegrywając aż 1:7.